# Gasunie

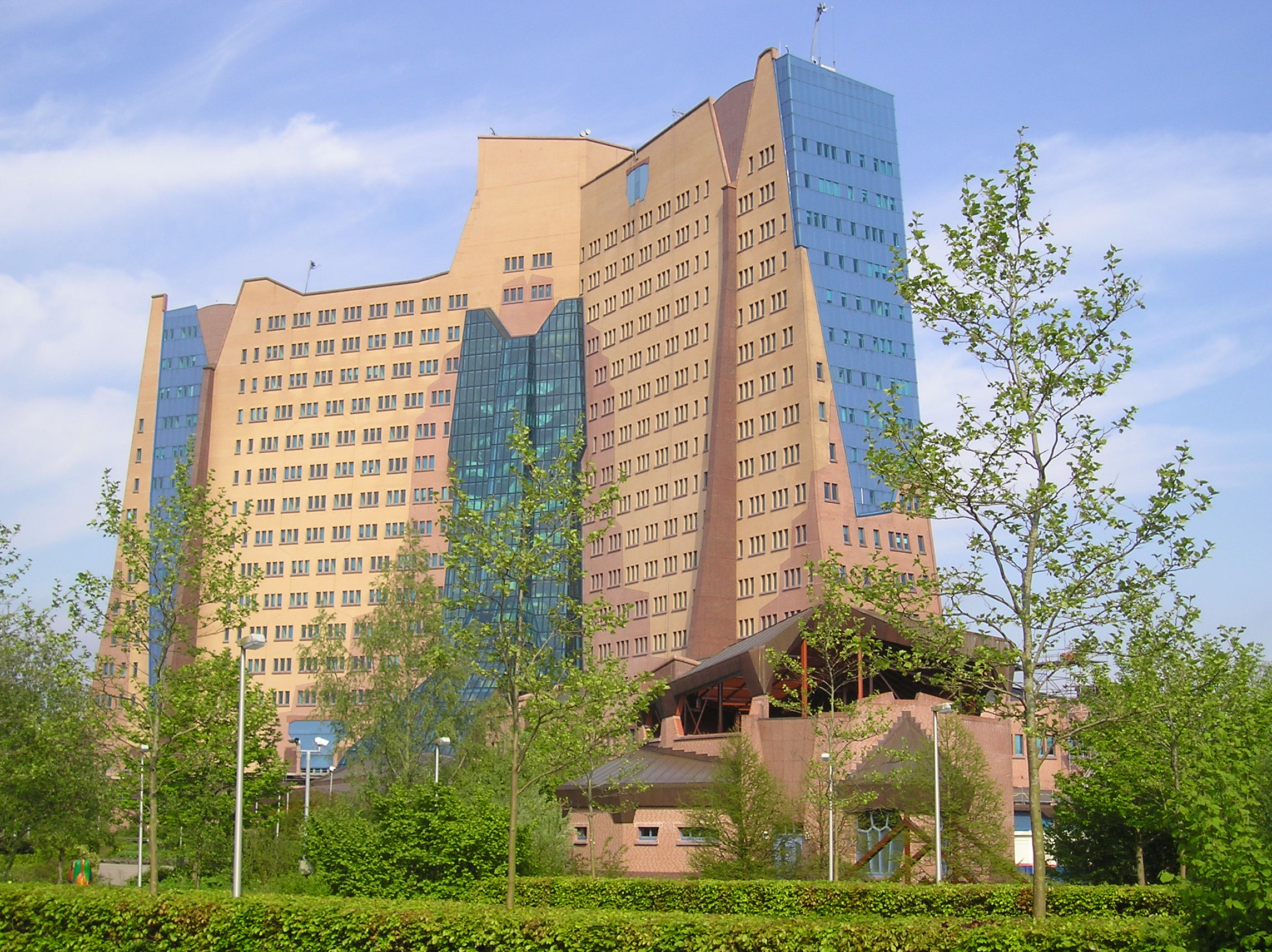
Hauptquartier der Gasunie in Groningen

Nederlandse Gasunie NV (kurz Gasunie (Gasunion)) mit Sitz in Groningen ist ein im Staatsbesitz befindliches niederländisches Unternehmen des Energiesektors. Gasunie betreibt ein Fernleitungsnetz für Erdgas mit einer Gesamtlänge von etwa 15.500 Kilometern, überwiegend in den Niederlanden und Deutschland.

## Hintergrund
Gasunie wurde 1963 als integriertes Gashandelsunternehmen gegründet; bei der Gründung waren neben dem niederländischen Staat auch Royal Dutch Shell und ExxonMobil zu je 25 Prozent beteiligt.
Mit der Liberalisierung des niederländischen Gasmarktes 2005 wurde das Gashandelsgeschäft unter dem Namen GasTerra von der Gasunie abgetrennt; im Rahmen dieser Spaltung erwarb der niederländische Staat auch die Anteile der Shell und der ExxonMobil. Die Gasunie konzentriert sich seitdem mit ihrer Infrastruktur auf den Gastransport.
Im November 2007 erwarb Gasunie einen neunprozentigen Anteil an der Nord Stream AG, die die Gaspipeline unter der Ostsee zwischen Russland und Westeuropa betrieb. 2008 übernahm Gasunie das Transportleitungsnetz des deutschen Unternehmens BEB Erdgas und Erdöl mit rund 3.100 Kilometer Gasleitungen in Norddeutschland. Das deutsche Tochterunternehmen firmiert als Gasunie Deutschland. Auch die BBL Pipeline, die erste Gaspipeline zwischen den Niederlanden und dem Vereinigten Königreich, gehört der Gasunie.
Zu der augenblicklichen Situation der Gasförderung und den dadurch ausgelösten Erdbeben in Groningen siehe den dortigen Beitrag unter dem Abschnitt Wirtschaft.

## Hauptsitz
Der Hauptsitz des Unternehmens ist ein 18-stöckiges Hochhaus im Süden von Groningen. Mit 89 Metern Höhe ist es das zweithöchste Gebäude der Stadt nach dem Turm der Martinikirche (97 Meter). Es wurde am 22. April 1994 durch Königin Beatrix eröffnet. Für das Design zeichnete das Architektenbüro Alberts & van Huut verantwortlich.